# Redfield Proctor
Redfield Proctor, född 1 juni 1831 i Proctorsville, Vermont, död 4 mars 1908 i Washington, D.C., var en amerikansk republikansk politiker. Han var den 37:e guvernören i delstaten Vermont 1878-1880. Han tjänstgjorde som USA:s krigsminister under Benjamin Harrison 1889-1891. Han representerade sedan Vermont i USA:s senat från 1891 fram till sin död.
Proctor utexaminerades 1851 från Dartmouth College. Han gifte sig 1858 med Emily Jane Dutton. Paret fick fem barn. Proctor avlade 1859 juristexamen vid Albany Law School. Han arbetade 1860-1861 som advokat i Boston och deltog sedan i amerikanska inbördeskriget i nordstaternas armé. Han befordrades i oktober 1862 till överste.
Proctor var viceguvernör i Vermont 1876-1878. Han efterträdde 1878 Horace Fairbanks som guvernör och efterträddes 1880 av Roswell Farnham.
USA:s president Benjamin Harrison utnämnde 1889 Proctor till krigsminister. Han avgick 1891 för att tillträda som ledamot av USA:s senat.
Senator Proctor avled 1908 i ämbetet och gravsattes på City Cemetery i Proctor. Sönerna Fletcher D. Proctor och Redfield Proctor Jr. var även de republikanska politiker. Fletcher var guvernör i Vermont 1906-1908 och Redfield Jr. 1923-1925.